# Theridion yunnanense
Theridion yunnanense là một loài nhện trong họ Theridiidae.
Loài này thuộc chi Theridion. Theridion yunnanense được Ehrenfried Schenkel-Haas miêu tả năm 1963.